# Rosa Genoni
Rosa Genoni, född 1867, död 1954, var en italiensk kvinnorättsaktivist och pacifist. 
Hon var delegat vid Internationella Kvinnokongressen i Haag 1915, som hölls i Haag i april 1915, och var en av medgrundarna av  Internationella kvinnoförbundet för fred och frihet.